# Hubertus Schmidt (Musiker)

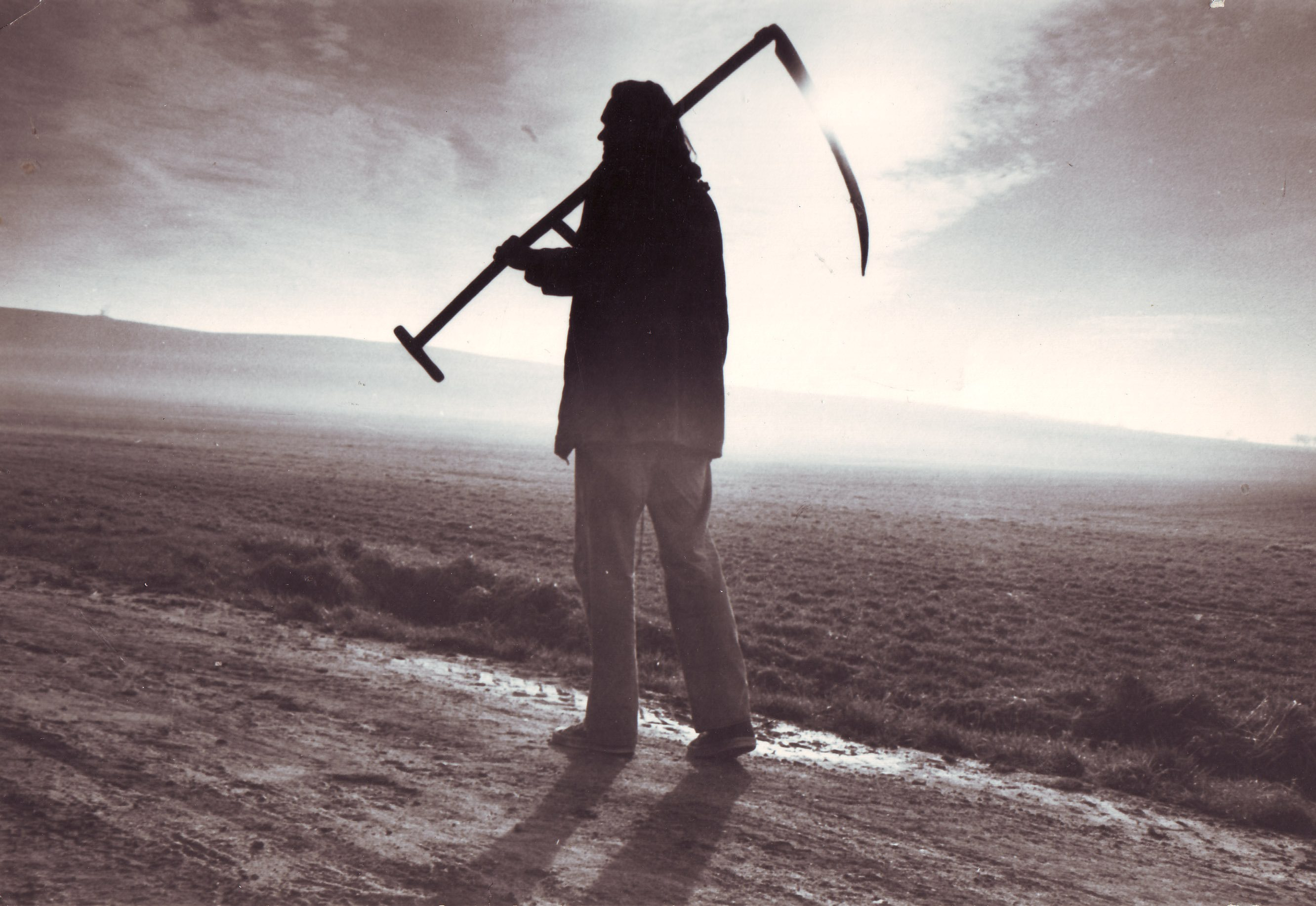
Der Komponist und Chansonnier Hubertus Schmidt als Sensenmann

Hubertus Schmidt (* 8. März 1951 in Leipzig) ist ein deutscher Komponist, Pianist und Sänger.

## Leben
Hubertus Schmidt schloss 1969 die Schulzeit mit Abitur an der Erweiterten Oberschule „Karl Marx“ in Leipzig ab, wurde anschließend in Ungarn wegen „Fluchtversuches“ nach Österreich verhaftet und in der DDR zu einer Gefängnisstrafe von 15 Monaten verurteilt. In der Strafvollzugsanstalt Cottbus kam es zur Bekanntschaft mit Andreas Reimann, der ihn für Literatur, hauptsächlich für Lyrik, begeisterte. Ab 1971 lernte er im Geschäft des Vaters Porzellanreparateur. Von 1972 bis 1977 studierte er an der Hochschule für Musik Leipzig Komposition und Korrepetition. Von 1974 bis 1985 arbeitete Schmidt als Korrepetitor an der staatlichen Ballettschule Leipzig. 1980 begann er, freischaffend als Komponist, Pianist und Chansoninterpret zu arbeiten. 1981 bis 1983 übernahm er eine Honorartätigkeit an der Hochschule für Choreographie Leipzig in den Fächern Klavier und Musiktheorie. 1981 erhielt er in Werner Bernreuther einen Mentor für Interpretation: Das erste Soloprogramm „Glashaus“ entstand. Im selben Jahr gründete er das Lied-Theater schmidt oder so.
Von 1982 bis 1987 übernahm Schmidt die musikalische Leitung einiger literarisch-musikalischen Programme an der Studentenbühne an der Leipziger Universität. Dort kam es zur Bekanntschaft mit Dietmar Voigt, mit dem er in der Folge mehrere Lied-Theater-Programme zur Aufführung brachte. Ebenfalls an der Studentenbühne lernte er Susanne Grütz kennen, mit der er von 1984 bis 2001 auf dem Gebiet des deutschsprachigen Chansons zusammenarbeitete. Im Jahr 2001 übernahm er den Part des Pianisten in Heute Abend: Lola Blau von Georg Kreisler mit Irene Budischowski als Lola Blau unter der Regie von Georg Mittendrein am Theater Naumburg, damals: „Kleine Bühne Naumburg“. Ab 2001 arbeitete er als Korrepetitor an der Ballettschule der Oper Leipzig bis zu deren Abwicklung im Jahr 2006, danach wechselte er an die Musikschule Leipzig „Johann Sebastian Bach“. Schmidt war Teilnehmer der DDR-offenen Chansontage im Kloster Michaelsstein und betrieb schon Mitte der 80er ein Privatstudio, in dem er in der Tradition des Magnitisdat auch Aufnahmen für Kollegen der Leipziger Liederszene produzierte, so für Werner Bernreuther, Jens-Paul Wollenberg, Dietmar "Diddi" Voigt, Dieter Kalka und Menzel Menzel Mau.
2001 verabschiedete sich das Duo Grütz/Schmidt von seinem Publikum nach insgesamt 953 Konzerten mit zwei Konzerten in der Leipziger Moritzbastei.

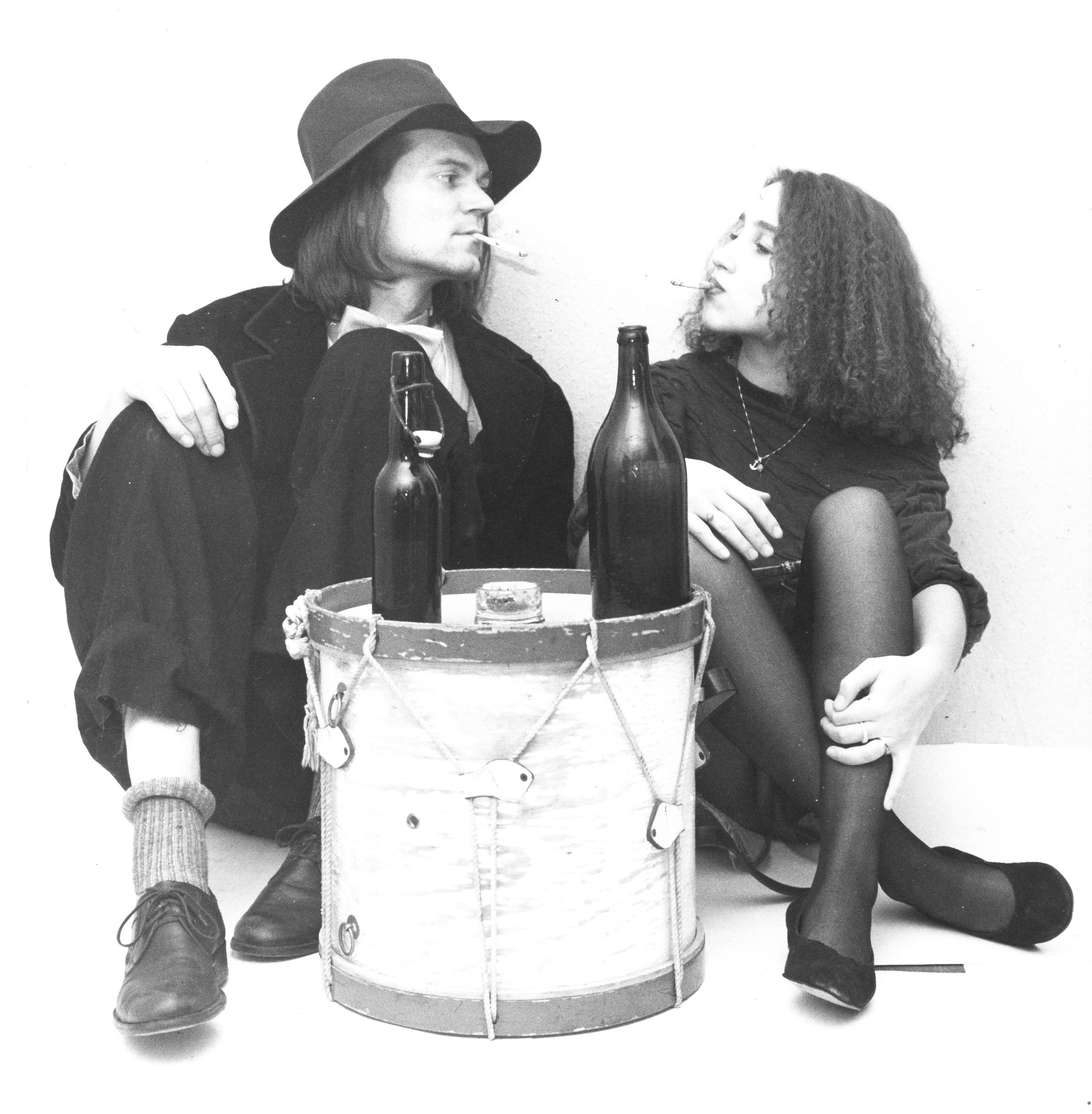
Susanne Grütz und Hubertus Schmidt. Plakatfoto für das Programm Cafe Knax, Foto: Andreas Liebich

Von 1971 bis heute komponierte Hubertus Schmidt etwa 700 Lieder nach Texten von Andreas Reimann, Fritz Grasshoff, Christian Morgenstern, Bertolt Brecht und vielen anderen.
Hubertus Schmidt lebt in Leipzig und arbeitet freiberuflich als Musiker. Er gehört zur Leipziger Liedermacherszene.

## Werke/Bühnenprogramme

### Studentenbühne an der Leipziger Universität
- 1982 “Auch Anmut kann erschüttern”, – ein Erich Kästner-Programm
- 1985 „Die Chöre des Herzens qualmen wie Lunte“ – Hommage á Majakowski
- 1986 „Morgenrot! Klabund! Die Tage dämmern!“ – das lyrische Panoptikum des Alfred Henschke
- 1997 „Halten Sie mich – auf dem Laufenden“ – Nonsens aus drei Jahrzehnten von Robert Gernhardt (Gruppe GARNICH)

### Lied-Theater „schmidt oder so“
- 1981 „Galgenlieder – ein Morgenstern-Abend“ (Hubertus Schmidt & Dietmar Voigt – ab 1983)
- 1983 „Glasauge in Seife“ – ein Nonsens-Programm (Hubertus Schmidt, Dietmar Voigt & Susanne Grütz)
- 1984 „In der Mülltonne geblättert“ – eine plebejische Hinterhofballade (Hubertus Schmidt & Dietmar Voigt)
- 1987 „Plattform Phanta 19.000“ – zweiter Versuch über Christian Morgenstern (Hubertus Schmidt & Dietmar Voigt)
- 2002  CD „Galgenlieder“  (Hubertus Schmidt & Dietmar Voigt)

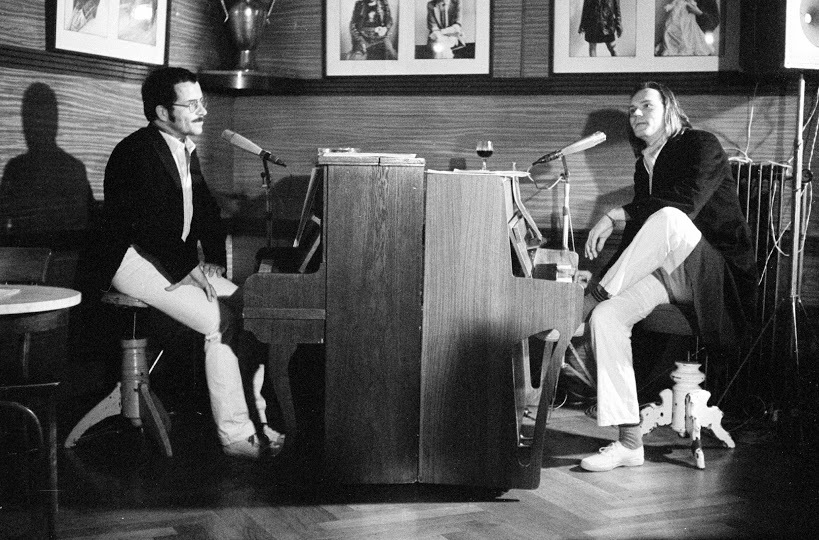
Heinz-Martin Benecke und Hubertus Schmidt; Programm: "Dur oder Moll"; Foto: Szenefotograf Jochen Janus

### Duo Susanne Grütz & Hubertus Schmidt
- 1985  „... und sage gar, was mein Begehren ist“ – Erstes Bühnenprogramm
- 1986  „Liedercircus  ´86“ – Tournee mit Circus Lila, Pension Volkmann, Werner Bernreuther, Hermann Naehring, Barbara Thalheim, Tobias Klug[6] und Gerhard Schöne.
- 1986  LP  „Liedercircus ´86“ – Lp Berlin Amiga, 1986; Stereo 845309[7] (Mitwirkung) (Mitschnitt vom 28. Mai 1986 im Ernst-Barlach-Theater Güstrow)[8]
- 1987   „Café Knax“ – Zweites Bühnenprogramm (Git: Sigmund Kiesant[9])
- 1989   „... und manche lachten auch schlecht“ – Drittes Bühnenprogramm
- 1990   „Durch alle Himmel – alle Gossen“ – eine Hommage á Fritz Grasshoff – Viertes Bühnenprogramm
- 1993  „Tatort Stadt“ – Fünftes Bühnenprogramm, Texte: Andreas Reimann
- 1997  „Café Knax II“ – Sechstes Bühnenprogramm
- 1998  CD „Café Knax“[10]
- 2001  CD „Abschied“[11]
- 2009  DVD „Susanne Grütz und Hubertus Schmidt live im Schloss Machern“, Mitschnitt des einmaligen Best-of-Programms des Duos im Schloss Machern

### Soloprojekte
- 1981  „Glashaus“ – Erstes Soloprogramm mit Texten von Andreas Reimann
- 1984  „Hubertus Schmidt: Selbstredend“ – Zweites Soloprogramm
- 1985  „Dur oder Moll?“ – Programm mit Heinz-Martin Benecke
- 1989  „22 Songs“ – Drittes Soloprogramm (Git: Sigmund Kiesant)
- 1997  „So ein Leben“ – Viertes Soloprogramm
- 1997  CD „The Undertaker´s  Suicide“ (Am Schlagzeug: Torsten Wolf[12])
- 1997  CD „Bats Round The Hotel“
- 1998  CD „So ein Leben“
- 1998  CD „Ambelos – A Stranger On Crete“ (Instrumentalwerk)
- 1999  CD „Desterweechn“ – Sächsische Texte von Andreas Reimann
- 2002  CD „Sonderbare Reise des Alois Sander-Bor“ – ein Märchen für Erwachsene (Texte: Hubertus Schmidt)
- 2003  CD „Krabbelkäferlieder“ – Kinderlieder
- 2004  CD „Die schöne schöne Jugenzeit“ – Remake von Songs der Jahre 1971 bis 1975
- 2005  CD „Ein Ort Später – vierzehnwortevomclown“ (Texte: Hubertus Schmidt)
- 2010  CD „Komische Leute“

### Sonstige Werke
- 1986  „Der Drache Drax“ – Oper für Kinder zum 40. Geburtstag des Theaters der Jungen Welt, Leipzig[13]
- 1986  „Suite Sweet Grünau“ – Instrumentalwerk zum 20. Geburtstag des Leipziger Stadtteils  Grünau
- 1996  Musik zum Film „Die Stadt an der Stadt“ – ein Porträt des Leipziger Stadtteils Grünau, Regie: Christoph Bigalke[14]
- 2004  CD „Verbannt aus Österreich“ – Lieder nach Texten von Theodor Kramer, gemeinsam mit Thomas Riedel[15]
- 2005  Bühnenprogramm und CD „Immer dieser Weihnachtsstress“ mit Kristine Stahl, Naumburg
- 2007  Land, Leute und Maschinen. Sachsen im Film 1912–1940, DVD, hrsg. vom Sächsischen Staatsarchiv. Bearbeitet von Stephan Gööck,[16] Musik von Hubertus Schmidt, Halle 2007. Veröffentlichungen des Sächsischen Staatsarchivs, Reihe D: Digitale Veröffentlichungen. Mitteldeutscher Verlag Halle, Neuauflage bei UAP Leipzig, 2013[17]
- L.E.IPZIGER LIEDERSZENE der 1980er Jahre, CD/DVD und Buch. Hg./Red.: Hubertus Schmidt, Jürgen B. Wolff, Uli Doberenz, Dieter Kalka. Loewenzahn/RUM Records. Leipzig 2018.

## Auszeichnungen
- 1974  Preis für Komposition des Verband der Komponisten und Musikwissenschaftler der DDR
- 1981  Preis für Komposition und Interpretation beim Nationalen Chansonfestival der DDR in Frankfurt/Oder
- 1985  Preis für Komposition und Interpretation der Generaldirektion der AWA (heute: GEMA), gemeinsam mit Susanne Grütz als Duo

## Illegale Tonproduktionen / Magnitisdat
Ab Mitte der 70er produzierte Hubertus Schmidt eigene Programme sowie die anderer Kollegen, welche dann als Magnitisdat-Produktionen während der Konzerte verkauft wurden. Dabei befand sich der Künstler in einer Grauzone und die Vervielfältigung der Tonaufnahmen hätte juristisch durchaus auch zu seinen Ungunsten ausfallen können. Dabei sind eine stattliche Anzahl von Tonaufnahmen entstanden. Bei den regelmäßigen Liederszenesendungen auf Radio Blau und podcast auf der Allgäuer Milchschleuder Poesie&FeatureFunk sind sie noch heute regelmäßig zu hören.

### Magnitisdat (Auswahl)
- ‘‘Wollust und Verlust‘‘, „Reimann – Ensemble“, Gisela Schmidt (voc), Andreas Reimann (voc), Hubertus Schmidt (p), studio schmidt oder so 1976.
- ‘‘Abschied‘‘, Hubertus Schmidt, studio schmidt oder so 1980.
- ‘‘Glashaus‘‘, Hubertus Schmidt solo, studio schmidt oder so 1981.
- ‘‘Galgenlieder‘‘, Lied-Theater schmidt oder so 1983.
- ‘‘…und sage gar, was mein Begehren ist‘‘, Duo Grütz/Schmidt‚ studio schmidt oder so 1986.
- ‘‘22 Songs‘‘, Hubertus Schmidt mit Sigmund Kisant, git., studio schmidt oder so 1986.
- ‘‘Die blaue Blume‘‘, Menzel, Menzel, Mau‚ studio schmidt oder so 1987.
- ‘‘Unersättlich‘‘, Dietmar „Didi“ Voigt mit Massa Großwig‚ studio schmidt oder so 1987.
- ‘‘Das utopische Festival‘‘, Dieter Kalka,  studio schmidt oder so 1987.
- ‘‘Die Schimmelblume‘‘, Jens-Paul Wollenberg, Studio Schmidt oder so 1988.
- ‘‘Noch habe ich die FREIHEIT zu lieben‘‘, Dieter Kalka, Studio Schmidt oder so und Studio Peter Gläser 1988.
- ‘‘Sehnsucht nach Heimweh‘‘, Werner Bernreuther‚ studio schmidt oder so 1989.